# Эркелльюнга (коммуна)
Эркелльюнга (швед. Örkelljunga kommun) — коммуна, административно-территориальная единица местного самоуправления, расположенная в лене Сконе в Швеции.
Расположена на юге страны в исторической провинции Сконе. Находится на северо-западе провинции Сконе, на границе с Халландом и Смоландом. Ближайший порт находится в Хельсингборге, и, как и в аэропорт в Энгельхольме, до него можно добраться на автомашине за полчаса.
Эркелльюнга 231-я по величине территории коммуна Швеции. Административный центр коммуны — город Эркелльюнга.

## Население
| Год  | Численность | Численность |
| ---- | ----------- | ----------- |
| 2017 | 9977        | [ 4 ]       |
| 2018 | 10 052      | [ 5 ]       |
| 2019 | 10 241      | [ 6 ]       |
| 2020 | 10 325      | [ 7 ]       |
| 2021 | 10 454      | [ 8 ]       |
| 2022 | 10 489      | [ 9 ]       |
| 2023 | 10 430      | [ 10 ]      |
| 2024 | 10 314      | [ 11 ]      |

По состоянию на начало 2023 года население составляло 10 430 человек.

## История
Первые упоминания относятся к XIV веку. Первое письменное упоминание в 1307 году в письме датского короля Эрика VI в ганзейскому городу Любек.

## Галерея

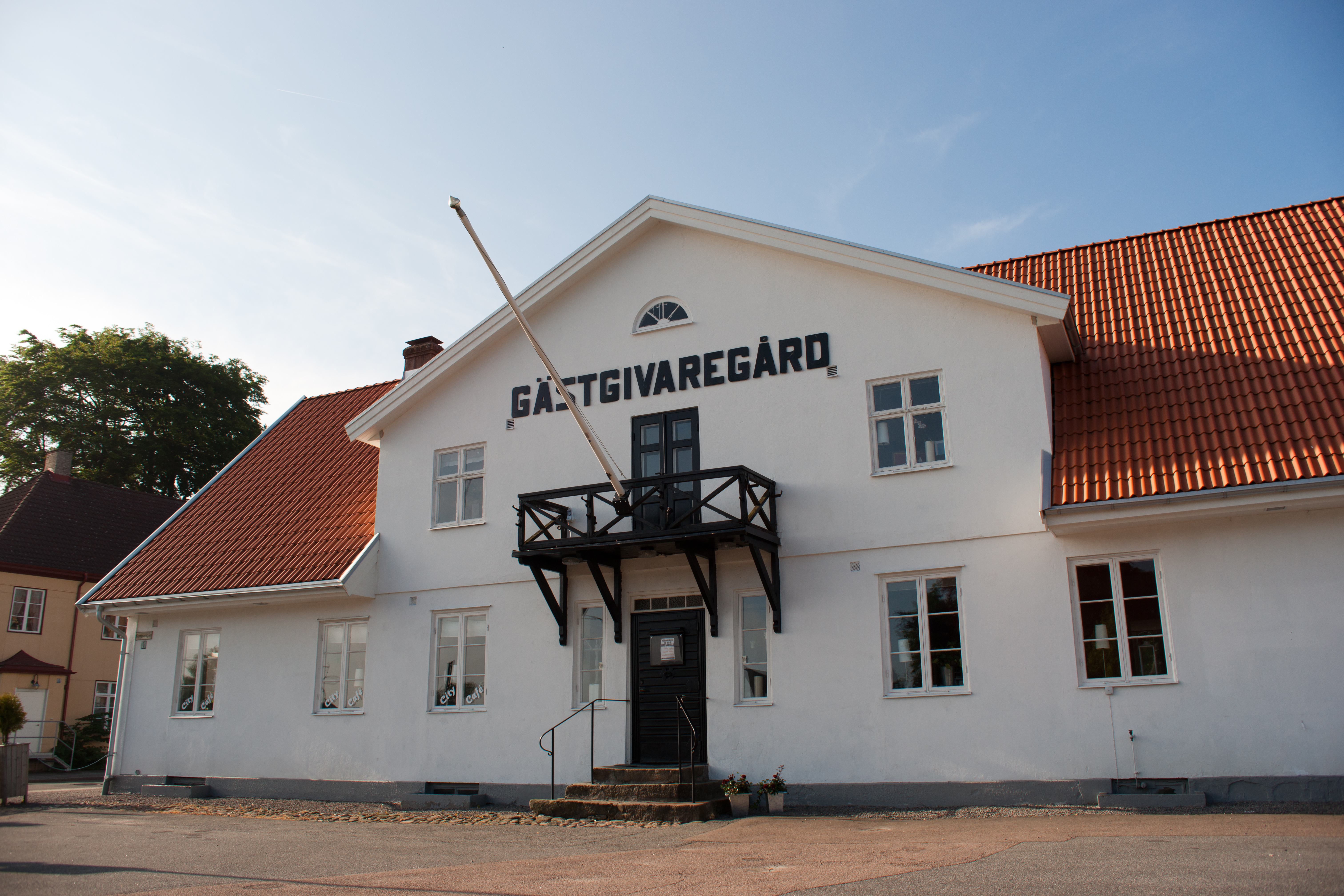
Мэрия Эркелльюнги
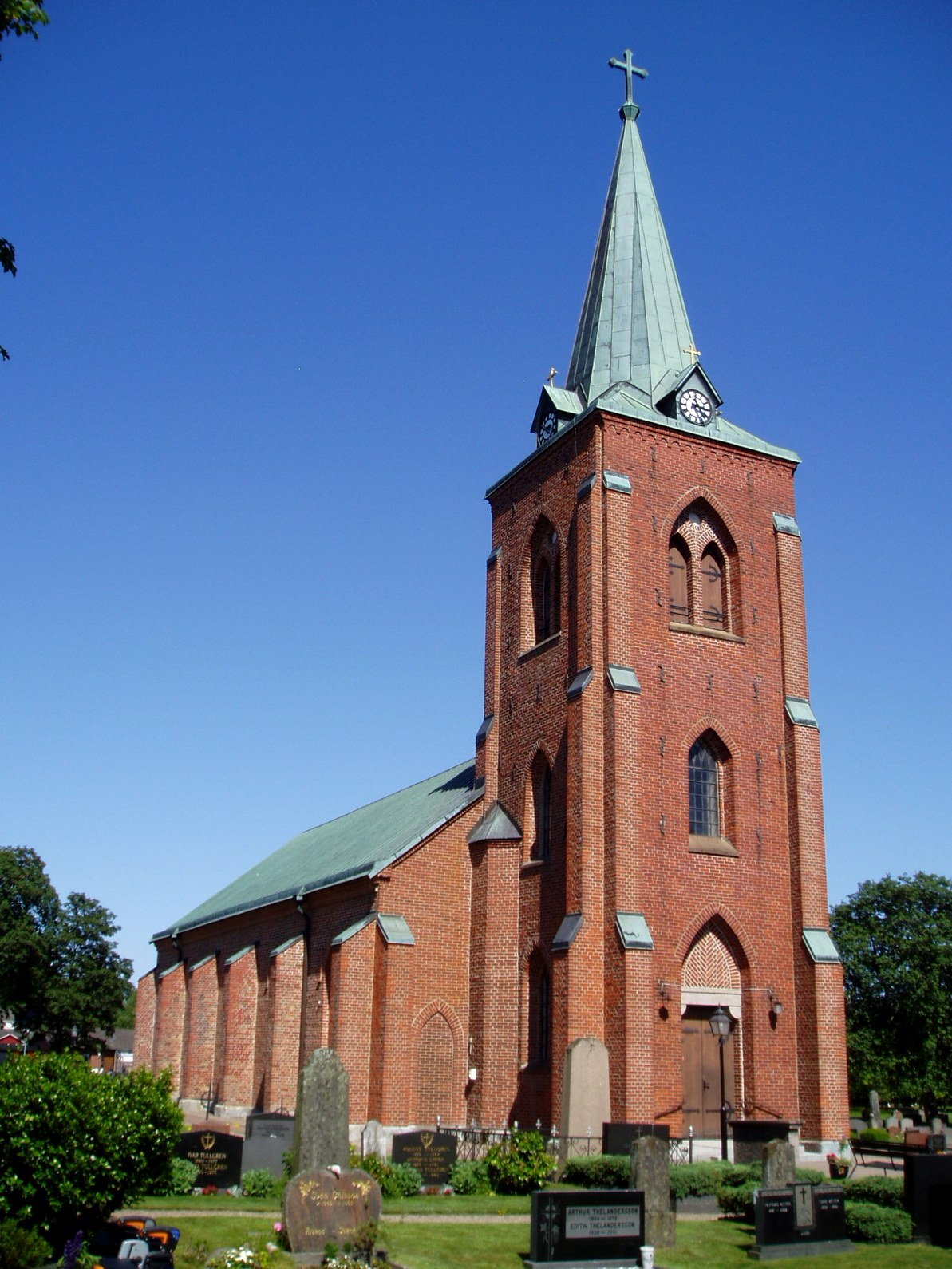
Церковь в Экете
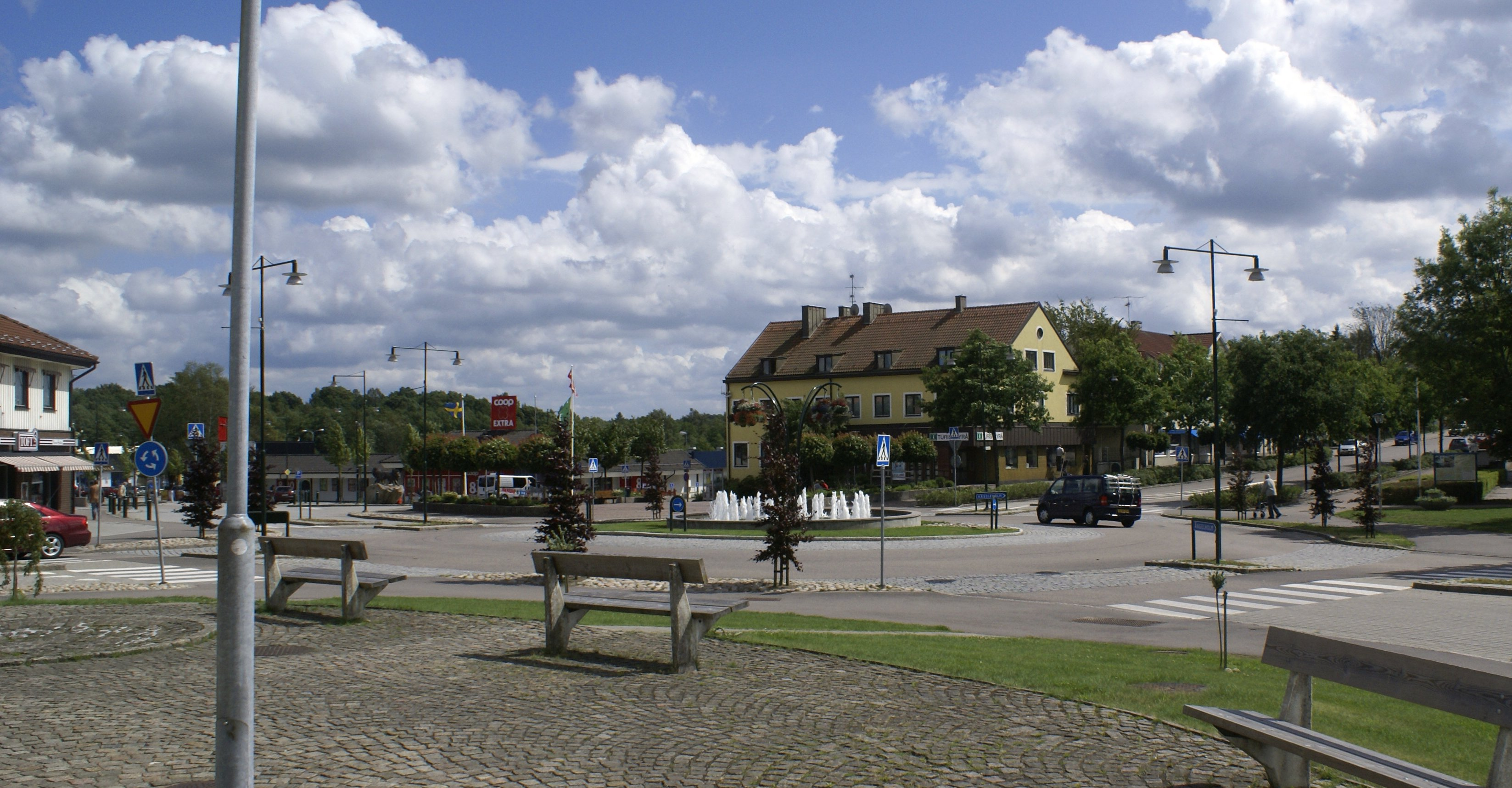
Центр Эркелльюнги